# Puig de sa Maimona
El puig de sa Maimona és un puig del massís de Randa, situat al terme municipal de Llucmajor, Mallorca, a l'est del massís, devora les cases de la possessió de sa Maimona. Forma una petita serra allargada en direcció sud-oest—nord-est juntament amb el puig de Binificat, el puig d'en Nadal, el puig de Son Cerdà i el puig de Binilagant Nou, essent el que està situat més al nord-est. El seu cim està situat a 345 m sobre el nivell de la mar.